# Мадлиц-Вильмерсдорф
Мадлиц-Вильмерсдорф (нем. Madlitz-Wilmersdorf) — упразднённая община в Германии, в земле Бранденбург. Входила в состав района Одер-Шпре. Подчинялась управлению Одерфорланд. Население составляло 719 человек (на 31 декабря 2010 года). Занимала площадь 45,11 км². Община подразделялась на 3 сельских округа.

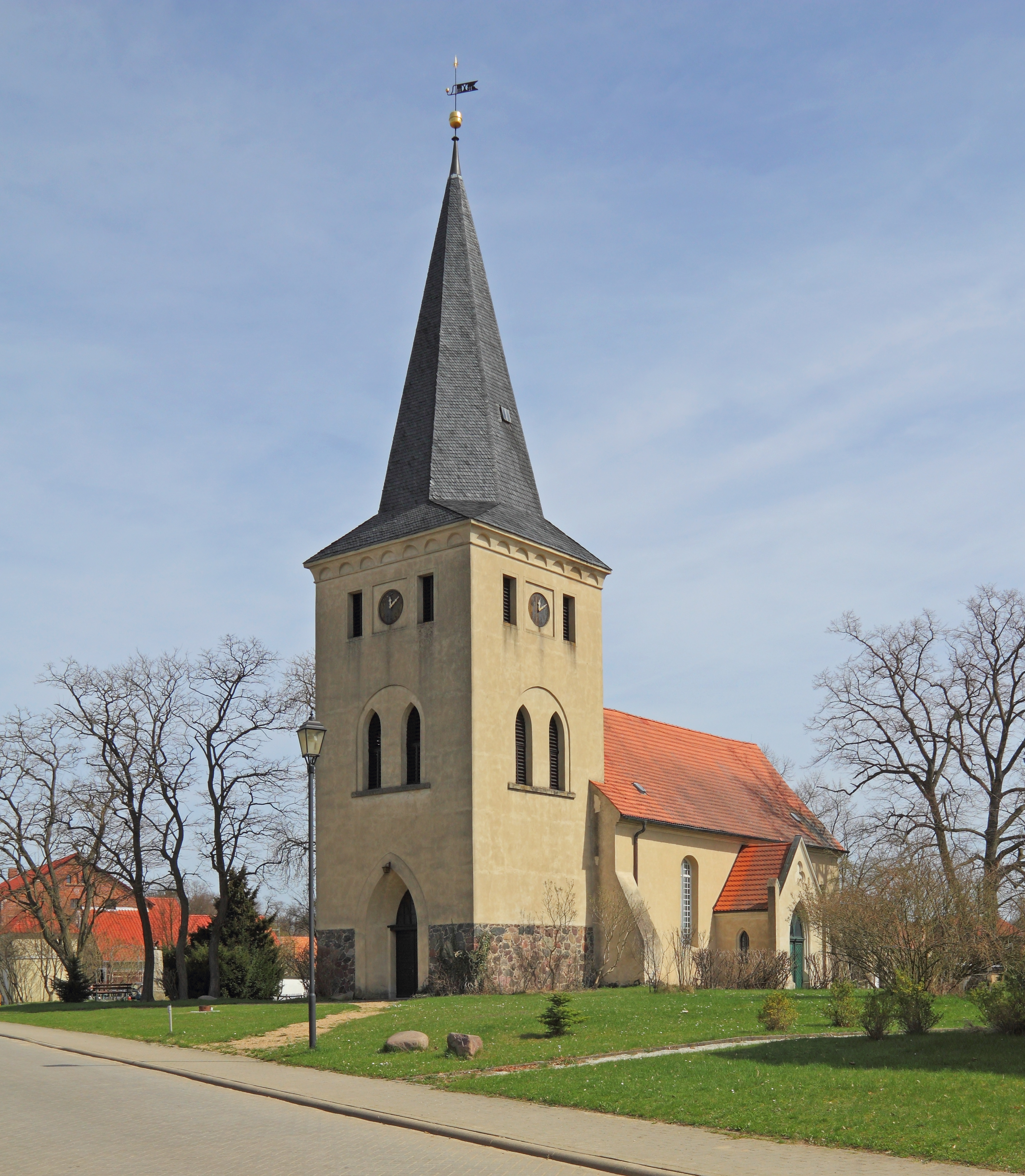
Церковь в Мадлице
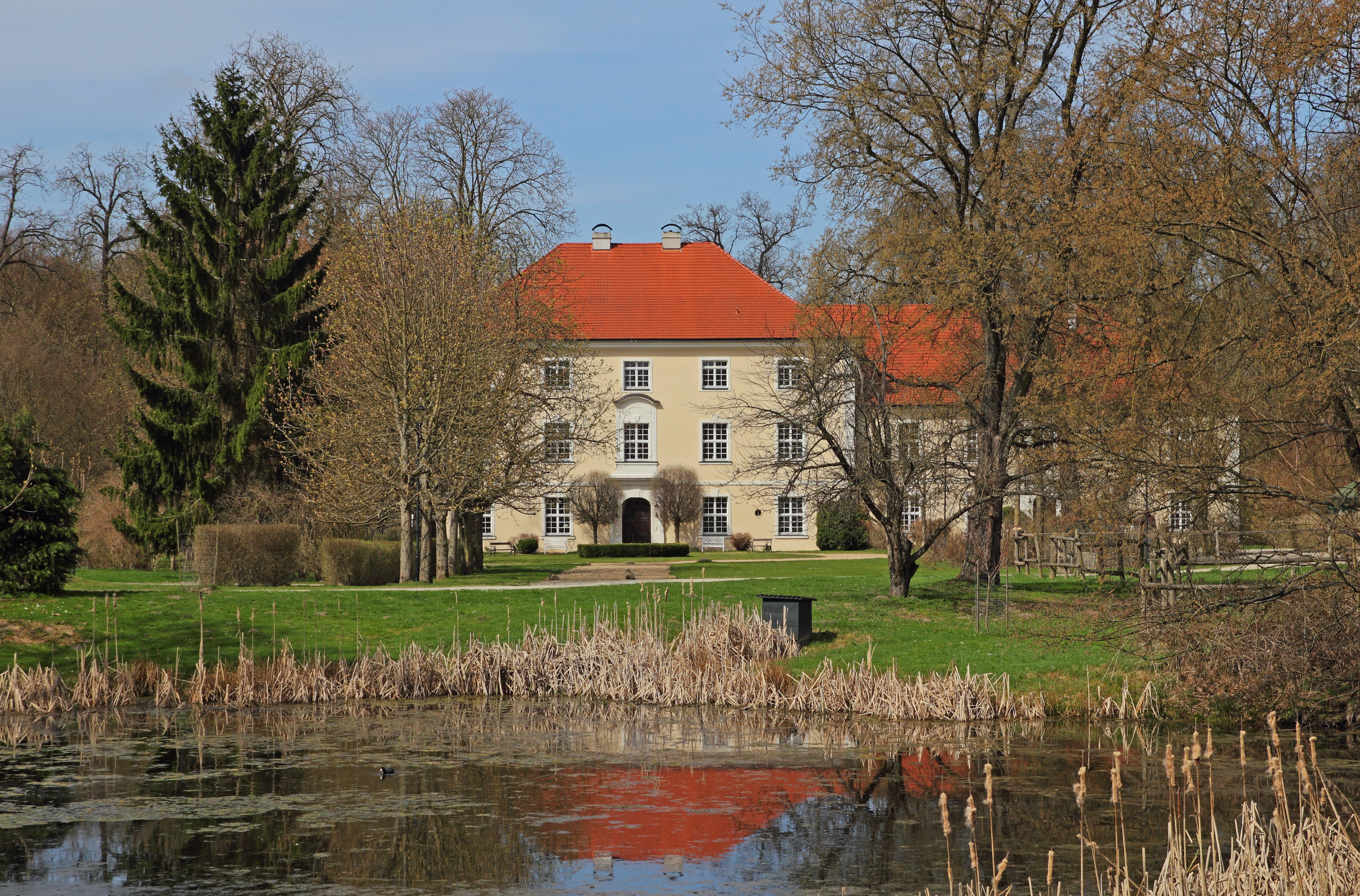
Замок Альт-Мадлиц
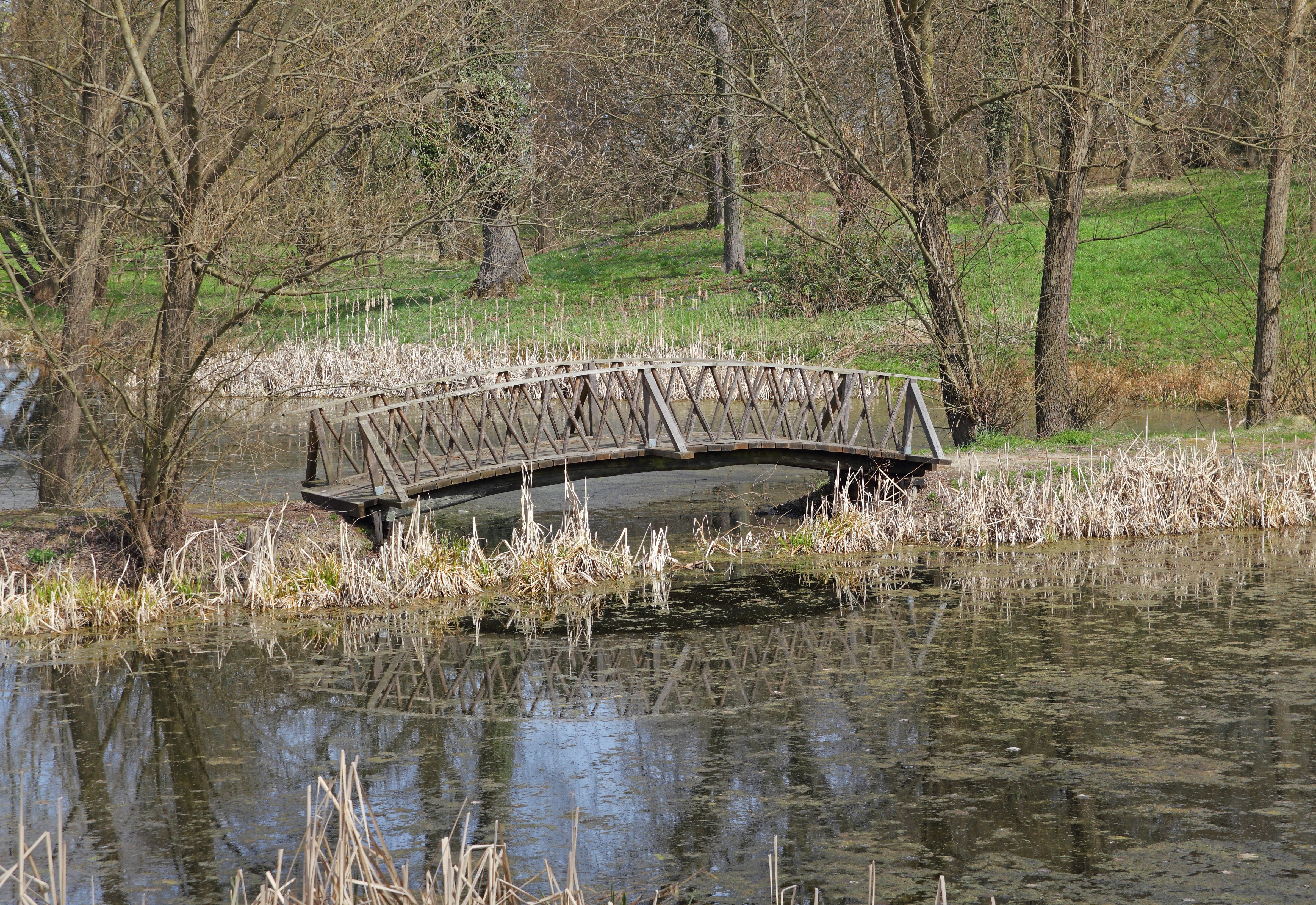
Ландшафтный сад